# 한국예술인복지재단
한국예술인복지재단(韓國藝術人福祉財團, Korean Artists Welfare Foundation)은 예술인의 사회보장, 직업안정, 창작활동 지원 등 예술인들의 복지 증진을 위해 설립된 문화체육관광부 산하 공공기관이다. 2015년 기타공공기관으로 지정되었으며 이사회의 이사장은 문화체육관광부장관이 임명한다. 이사장·이사 및 감사의 임기는 3년으로 하되, 1회에 한하여 연임할 수 있다. 서울특별시 중구한강대로 416 서울스퀘어 3층에 위치하고 있다.

## 설립 근거
- 예술인 복지법[5]

## 주요 업무
- 예술인의 사회보장 확대 지원
- 예술인의 직업안정·고용창출 및 직업전환 지원
  - 예술활동준비금지원사업: 예술활동 보호 및 창작 준비 지원 (임지형 작가 등)
- 원로 예술인의 생활안정 지원 등 취약예술계층의 복지 지원
- 개인 창작예술인의 복지 증진 지원
- 예술인의 복지실태 및 근로실태의 조사·연구
- 예술인 복지금고의 관리·운영
- 예술인 공제사업의 관리·운영
- 정부로부터 위탁받은 사업
- 그 밖에 예술인의 복지 증진을 위하여 대통령령으로 정하는 사업

## 연혁

### 2011년
- 10월 28일 예술인복지법 국회 본회의 통과
- 11월 17일 예술인복지법 제정

### 2012년
- 9월 7일 예술인복지법 시행령 및 시행규칙 공청회
- 11월 6일 예술인복지법 시행령 및 시행규칙 국무회의 통과
- 11월 18일 예술인복지법 시행
- 11월 19일 한국예술인복지재단 설립 (서울특별시 종로구 동숭동 199-8)
  - 한국예술인복지재단 이사장 김주영 취임
  - 예술인 산재보험사무대행기관 인가

- 11월 22일 한국예술인복지재단 개소식

### 2013년
- 7월 11일 문화예술인 창작 활성화를 위한 『문화예술과 저작권』 업무협약 체결 (한국문화예술위원회, 한국저작권위원회)
- 7월 11일 『문화예술후원 활성화』를 위한 업무협약 체결(한국문화예술위원회)
- 9월 30일 예술인 복지지원센터 오픈
- 10월 10일 ~ 11월 18일 예술인복지 정책토론회(총 4회)
- 11월 14일 농촌재능나눔활동 활성화를 위한 상호협력 양해각서 체결(한국농어촌공사)
- 12월 10일 예술인복지법 개정안 국회 본회의 통과

### 2014년
- 2월 4일 예술인복지법 시행령 및 시행규칙 개정 관련 공청회
- 2월 21일 문화예술산업 협력 생태계 조성을 위한 업무 협력 협약(한국콘텐츠진흥원)
- 2월 24일 예술인 경력정보시스템 오픈
- 3월 27일 문화체육관광부 전문예술법인 지정
- 3월 31일 『예술인의 권익 증진을 위한 법률소송 지원』에 관한 업무협약 체결(대한법률구조공단)
- 4월 15일 반디 돌봄센터(시간제 보육지원) 개소
- 5월 14일 문화예술용역 관련 금지행위 심사지침 제정 시행
- 6월 19일 예술인 심리상담 지원사업 시행(한국임상심리학회, 한국자살예방협회 업무협약 체결)
- 7월 16일 ~ 7월 17일 창조산업 일자리 페스티벌 개최
- 7월 22일 예술인 복지법 시행령 및 시행규칙 개정 관련 공청회
- 10월 22일 한국예술인복지재단 대표 박계배 취임
- 12월 19일 예술활동증명 운영지침 제정
- 12월 30일 직제개편

### 2015년
- 1월 29일 기획재정부 기타 공공기관 지정
- 4월 1일 연구자료기탁 업무협약(한국사회과학자료원)
- 4월 13일 2015 예술인 일자리 박람회 개최
- 5월 28일 예술활동증명 운영지침 개정

### 2016년
- 2월 3일 예술인 복지법 일부개정(5.4시행)
- 2월 11일 문화·예술인 패스 사업 이관
- 2월 15일 한국예술인복지재단 이사장 이문열 취임
- 3월 30일 예술인복지 홍보대사 위촉(배우 이순재)
- 8월 9일 예술인 복지정책 토론회 개최
- 9월 21일~17년 1월 18일 예술인 복지사업 활성화를 위한 업무협약(총 15개 광역/기초 문화재단)
- 11월 25일 공공주택 특별법 시행규칙 일부개정으로 행복주택 입주자 자격 예술인 확대(12.30 시행)

### 2017년
- 3월 14일 예술인 자녀돌봄센터(시간제 보육지원) 개소
- 3월 16일 예술활동증명 운영지침 개정
- 9월 22일 "예술을 통한 혁신적 가치창출" 국제세미나 개최
- 12월 28일 불공정행위 신고상담센터 개소

### 2018년
- 1월 5일 직제개편   2월 23일 한국예술인복지재단 대표 정희섭 취임
- 6월 20일 예술인 성폭력 피해 신고상담센터 개소
- 6월 27일 한국예술인복지재단 이사장 윤영달 취임
- 10월 24일 예술인복지금고 설립추진위원회 출범

## 조직

### 운영본부
- 정책기획팀
- 경영지원팀
- 사회보장부
  - 불공정행위신고·상담센터
  - 사회보험팀
- 창작준비지원팀
- 예술가치확산팀
- 예술인지원팀

## 같이 보기
- 한국예술문화단체총연합회
- 한국문화예술위원회
- 영화진흥위원회